# Theridion flavoornatum
Theridion flavoornatum là một loài nhện trong họ Theridiidae.
Loài này thuộc chi Theridion. Theridion flavoornatum được Tord Tamerlan Teodor Thorell miêu tả năm 1898.